# دهستان شیرجوپشت
دهستان شیرجوپشت نام دهستانی در بخش رودبنه شهرستان لاهیجان، استان گیلان در ایران است. بر اساس سرشماری مرکز آمار ایران در سال ۱۳۸۵، جمعیت آن ۱۵۷۱۶ نفر (۴۷۱۱ خانوار) بوده‌است.